# ميك باكلي
ميك باكلي (بالإنجليزية: Mick Buckley)‏ هو لاعب كرة قدم بريطاني في مركز الوسط، ولد في 4 نوفمبر 1953 في مانشستر في المملكة المتحدة، وتوفي في 7 أكتوبر 2013. لعب مع نادي إيفرتون ونادي سندرلاند ونادي كارلايل يونايتد ونادي ميدلزبره ونادي هارتلبول يونايتد.